# Калтики, безсмъртното чудовище
„Калтики, безсмъртното чудовище“ (на италиански: Caltiki – il mostro immortale) е филм на ужасите от 1959 година, копродукция на Италия и Франция.

## Сюжет
Внимание:  Текстът по-долу разкрива сюжета на произведението (или части от него)!
Един археолог се връща в лагера, изпаднал в делириум, без партньора си. Двамата заедно са изследвали една пещера. Той полудява и се нуждае от хоспитализация. Това предизвиква интереса на групата да посетят пещерата.
Влизайки в пещерата, те се натъкват на голямо подземно езеро, на срещуположния бряг на което е изправена статуя на Калтики, богинята на отмъщението в майската митология, която е почитана с човешки жертвоприношения. Надявайки се да открият някакви артефакти, те изпращат един от своите към дъното на езерото. Там той вижда множество скелети, накичени със златни бижута. Понеже му свършва кислородът, той изплува, стискайки в шепите си злато колкото е успял да вземе. Той иска отново да се гмурне, въпреки нежеланието на другите, заявявайки им, че от богатството, което лежи на дъното могат да се превърнат в милионери. Умолявайки ги да слезе само още веднъж, той слага нова бутилка с кислород и се потапя. Събирайки все повече богатства, той натежава и кабелът, свързващ го с повърхността, започва да се извива. Загрижени за сигурността му, останалите го изтеглят, само за да установят, че под водолазния костюм тялото му се е превърнало в пихтиеста маса, покриваща скелета му.
Секунди след това от езерото се появява огромно чудовище, което се опитва да убие още някого от групата. Един попада в лапите му, но благодарение на бързата реакция на колегите си е спасен от сигурна смърт. Екипът се насочва към изхода, а чудовището започва да пълзи застрашително из пещерата. За щастие наблизо има паркирана цистерна с гориво, която групата възпламенява и вкарва в пещерата. Тя избухва и изпепелява чудовището.
Екипът отпътува за Мексико Сити, за да отведе в болницата нападнатия от чудовището техен колега. На ръката му все още стоят остатъци от създанието, които се пропиват в нея и се превръщат в петно. Хирурзите отстраняват оперативно петното и виждат, че ръката му си е добре и затварят раната. След допълнително изследване на изрязаното парче от ръката на археолога лекарите установяват, че това е някакъв вид едноклетъчна бактерия, която бързо нараства в присъствието на радиация. По нещастно стечение на обстоятелствата в този момент към Земята се приближава комета, която излъчва радиация и пресича пътя на планетата веднъж на 850 години (предишното и появяване съвпада с периода на унищожаването на цивилизацията на маите). При най-близката траектория на кометата парчето експериментален материал, който доктор Джон Филдинг (Джон Меривейл) е отнесъл в дома си, прибирайки се със своята съпруга и новороденото си дете, започва да нараства, достигайки чудовищни размери и да се възпроизвежда.
Филдинг се опитва да убеди мексиканското правителство да изпрати армията, за да унищожи звяра, но те го смятат за луд и го тикват зад решетките. За щастие той успява да избяга от ареста. Негов колега обаче успява да привлече вниманието на властите, доказвайки, че чудовището наистина съществува и заплахата е реална. Полк войници, въоръжени с огнехвъргачки се отправя към къщата на лекаря. При пристигането си те виждат, че пихтиеподобното същество е обгърнало целия първи етаж на къщата и пълзи нагоре, където от прозореца гледа ужасената съпруга на Филдинг, прегърнала силно бебето. Джон успява да спаси семейството си, преди огнехвъргачите да изпепелят къщата, убивайки злата твар.

## В ролите
- Джон Меривейл като Джон Филдинг
- Диди Перего като Елън Филдинг
- Жерард Хертер като Макс Гюнтер
- Даниела Рока като Линда
- Виторио Андре като професор Родригес, ръководител на експедицията
- Джакомо Роси- Стюарт като асистента на професор Родригес
- Нерио Бернарди като инспектора от полицията
- Даниеле Варгас като Боб, член на експедицията
- Артуро Доминичи като Нието, член на експедицията
- Гейл Пърл като индианската танцьорка
- Том Фелехи като астронома